# Max Krause-Kiederling
Max Krause-Kiederling (geb. Krause; * 1882 in Graudenz; † 20. Mai 1962 in Olbernhau) war ein deutscher Maler und Grafiker.

## Leben und Werk
Krause kam 1905 mit seiner Familie aus Westpreußen nach Berlin. Dort absolvierte er von 1909 bis 1913 ein Studium an der Unterrichtsanstalt des Berliner Kunstgewerbemuseums und an der Kunstgewerbeschule Charlottenburg. Danach unternahm er bis 1914 eine Studienwanderung durch Deutschland. Von 1914 bis 1918 nahm er als Soldat am Ersten Weltkrieg teil.
1919 richtete er in Berlin-Friedenau sein erstes Atelier als freischaffender Künstler ein. In dieser Zeit legte er sich den Doppelnamen Krause-Kiederling zu. 1920 zog er nach Greifswald, wo seine eigentliche künstlerischen Entwicklung einsetzte. Er schuf in dieser Zeit viele Bilder von Wieck und Eldena und beteiligte sich an Ausstellungen in Greifswald, Anklam, Stettin und Stralsund. Er gab auch privaten Mal-Unterricht. Einer seiner Schüler war der spätere Maler Walter Icks (1901–1963).
1925 zog Krause-Kiederling nach Chemnitz. Hier heiratete er 1928 die Sprachlehrerin und Übersetzerin Marguerite Rosetta Löbel.
Krause-Kiederling gehörte bald zu den bedeutendsten Persönlichkeiten des Chemnitzer Künstlerlebens dieser Jahre. Die Kunsthütte stellte Werke Krause-Kiederlings im Chemnitzer König-Albert-Museum aus.
In der Zeit des Nationalsozialismus war Krause-Kiederling Mitglied der Reichskammer der bildenden Künste, und er konnte sich an Ausstellungen beteiligen. Die Horchwerke Zwickau kauften sein Ölgemälde Gewitter im Flöhatal, und für die Ausstattung des 1935 eröffneten Chemnitzer Stadtbads wurden zwei Aquarelle erworben.
Ende der 1939 Jahre bereiste Krause-Kiederling mit seiner Frau die jugoslawische Adriaküste, u. a. Mostar, Rab, Krk, Trogir, Split und Ragusa. Dort malte er Landschaften und Porträts von einfachen Menschen aus dem Volk.
1930 verzeichnet das Adressbuch das Ehepaar in Schönau in der Zwickauer Straße 29. Später wohnte es in der damaligen Horst-Wessel-Straße, der späteren Inneren Johannisstraße, 4. Das Haus wurde beim Bombardement der Stadt 1945 zerstört, und der größte Teil der Arbeiten Krause-Kiederlings ging verloren.
Das Paar zog daraufhin nach Olbernhau. Krause-Kiederling arbeitete weiter als freischaffender Künstler und erhielt in den 1950er Jahren Wohnung und Atelier im Zentrum der Stadt. Krause-Kiederling war vielen Olbernhauern als Maler bekannt, da er oft in der Öffentlichkeit skizzierte. Er leitete Malzirkel im VEB Blechwalzwerk Olbernhau und an der Volkshochschule. Die letzte Zeit seines Lebens war er schwer krank.
Werke Krause-Kiederlings befinden sich im Museum Olbernhau.

## Werke (Auswahl)
- Holzschnitte aus Alt-Grimmen (7 Original-Holzschnitte; als Mappe veröffentlicht 1924 von der Grimmer Kreis-Zeitung mit Text von Karl Demmel)
- Landschaft (1939, Öl)[2]
- Zugspitzmassiv (Öl; 1943 auf der Großen Deutschen Kunstausstellung)[3]
- Blechwalzwerk (Öl)

## Ausstellungen (mutmaßlich unvollständig)

### Personalausstellungen
- 1941: Chemnitz, Galerie Gerstenberger (Schaufensterausstellung)[4]
- postum 2012: Olbernhau, Museum Olbernhau.

### Ausstellungsbeteiligungen

#### In der Zeit des Nationalsozialismus
- 1934: Dresden, Brühlsche Terrasse („Sächsische Kunstausstellung“)
- 1935: Chemnitz, König-Albert-Museum („Ausstellung aus Privatbesitz“)
- 1937: Chemnitz, König-Albert-Museum („Erzgebirgische Landschaft“)
- 1939: Zwickau, König-Albert-Museum („Kunstausstellung in Zwickau“)
- 1941: Bielefeld (Kunstausstellung des Hilfswerks für die deutsche bildende Kunst in der NS-Volkswohlfahrt)
- 1943: München, Große Deutsche Kunstausstellung

#### In der Sowjetischen Besatzungszone und der DDR
- 1948: Chemnitz, Schlossberg-Museum, und Glauchau, Stadt- und Heimatmuseum Glauchau („Mittelsächsische Kunstausstellung“)[5]
- 1955: Karl-Marx-Stadt, Museum am Theaterplatz („Mittelsächsische Kunstausstellung“)
- 1961: Karl-Marx-Stadt, Bezirkskunstausstellung